# 肖家桥乡
肖家桥乡，是中华人民共和国湖南省怀化市沅陵县下辖的一个乡镇级行政单位。

## 行政区划
肖家桥乡下辖以下地区：
高源村、宋家坪村、复兴村、岔口潭村、甘溪村、大坪村、全家坪村、花桥村和沿江村。